# Franziskanerkirche (Rothenburg ob der Tauber)
Die Franziskanerkirche in Rothenburg o.d. Tauber ist die Klosterkirche des früheren Klosters der Franziskaner in Rothenburg ob der Tauber in Bayern (Diözese Bamberg). Die Kirche ist heute evangelisch-lutherische Pfarrkirche.

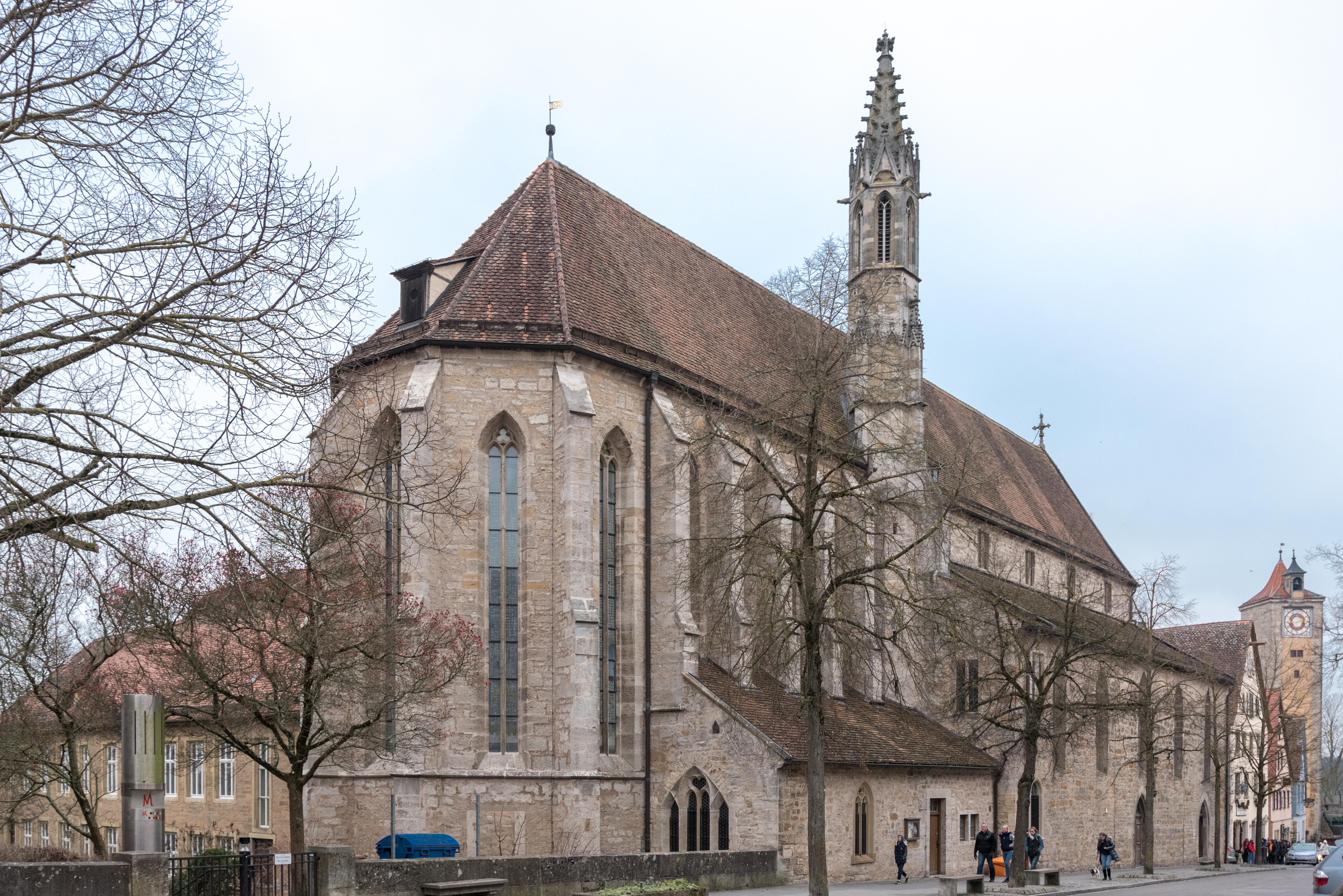
Die Franziskanerkirche von der Herrngasse aus gesehen

## Geschichte des Franziskanerklosters
Das Kloster wurde 1281 durch Hermann von Hornburg, Schultheiß u. a. gegründet. Es trug das Patrozinium der Jungfrau Maria und gehörte zur Oberdeutschen (Straßburger) Ordensprovinz Argentina des 1210 gegründeten Franziskanerordens. 1282 wurde die bis heute erhaltene Klosterkirche erbaut. Bei der Teilung des Franziskanerordens 1517 schloss sich das Kloster den Franziskaner-Konventualen (Minoriten) an, die eine weniger strenge Form des Armutsgelübdes praktizierten. Um 1400 lebte im Kloster eine Zeit lang auch eine Gemeinschaft von Franziskaner-Terziaren, bis sie ein eigenes Bruderhaus erhielten; das Terziarenkloster wurde aber auch weiterhin seelsorglich vom Franziskanerkloster betreut und mitversorgt.
Das Minoritenkloster starb 1548 im Zuge der Reformation aus. In den Gebäuden des freiwillig verlassenen Klosters wurde erst eine Lateinschule, später eine Wohnung für Pfarrerswitwen untergebracht. Nach 1805 dienten die Gebäude u. a. als Salzmagazin. Teile der Anlage (Kreuzgang, Refektorium u. a.) wurden abgerissen, vieles vom Inventar wurde zerstört oder verkauft.

## Architektur der Kirche
Die Franziskanerkirche Unserer Lieben Frau (lateinisch Beatae Mariae Virginis) ist ein bedeutendes Beispiel einer Bettelordenskirche mit Lettner und wichtigen Kunstschätzen. Sie gilt als „die am besten erhaltene und wohl auch bedeutendste“ Bettelordenskirche in Franken. Baubeginn war 1282. Der Chor wurde 1309 geweiht (zweite Weihe 1333). An ein dreischiffig-basilikales Langhaus mit flacher Decke schließt sich ein hoher, langgestreckter Chor mit Kreuzrippengewölbe an.

## Ausstattung

### Lettner
Ein fünf Joche breiter Lettner grenzt das dreischiffige Langhaus gegen den Chor ab, den Kirchenraum der Laien von jenem der Mönche. Er geht aber seitlich über die Breite des Chors hinaus und erstreckt sich über die gesamte Langhausbreite. Er ist durch feste Zwischenwände in (Lettner-)Kapellen unterteilt; in den vier seitlichen steht jeweils ein Altar (wenigstens ein Altartisch); eine Türe im mittleren Joch ermöglicht den Zugang zum Chor. Nach der Reformation wurde der Lettner nicht entfernt, sondern als Empore genutzt. Dadurch blieb das Raumbild des 14. Jahrhunderts erhalten, wie es heute nur noch selten anzutreffen ist. Noch heute steht darauf eine kleine Orgel.
In der mittelalterlichen Kirche war der Lettner ein Ort der Verkündigung. Er diente für Lesung und Predigt sowie als Sängerkanzel. In der Rothenburger Kirche wurde die hölzerne Lettnerbrüstung in diesem Sinn als Bilderbibel gestaltet: Um 1370/1390 bemalte man sie mit einem Passionszyklus; 1494 brachte man darüber die Bilder der „Rothenburger Passion“ an (heute im Reichsstadtmuseum). Nach der Reformation setzte man diese Tradition mit einem Abendmahlsbild (frühes 17. Jahrhunderts) fort.

### Altäre
Von den acht aus dem Mittelalter bezeugten Altären waren im 18. Jahrhundert noch fünf erhalten: der Hochaltar (Marienaltar) und vier Altäre in den Lettnerkapellen, die den heiligen Ludwig, Franziskus, Johannes und Katharina gewidmet waren. Fragmente des Ludwigs- und des Johannesaltars kamen später in die Jakobskirche. Die übrigen gingen verloren.
Im späten 19. Jahrhundert wurde der Chor mit einem neuen Dreifaltigkeitsaltar als Hochaltar ausgestattet, in den eine spätgotische Dreifaltigkeitsgruppe (um 1500) und zwei Reliefs (um 1560) eingesetzt wurden. Dieser steht heute unter den Lettnerarkaden (auf dem zweiten Altar von links).
Als bedeutendstes Kunstwerk der heutigen Kirchenausstattung gilt der Franziskusaltar (um 1480/1490). Seine Herkunft ist unbekannt, er kann kaum mit Franziskusaltar der Lettnerkapelle identisch sein, da dieser bereits 1366 erwähnt wurde. Möglicherweise stand er in einer Franziskuskapelle am Kreuzgang des Klosters. Im 20. Jahrhundert war er im Langhaus aufgestellt, vor der Mitte des Lettners. Seit er an dieser Stelle durch einen einfachen Altartisch ersetzt und an die Stelle des Hochaltars versetzt wurde, kann der Kirchenbesucher wieder vom Langhaus durch die Lettnertür in den Chorraum blicken.
Die wohl zu Beginn der 1870er-Jahre mit dem Altar verbundene Predella stammt von dem oben erwähnten Johannesaltar und wird Jakob Mülholzer zugeschrieben. Sie zeigt die Anbetung des Christuskinds durch die heilige Familie und die Stifterfamilie (von Eyb) jenes Altars. Darüber steht ein Retabel mit geschnitztem Relief im Mittelteil und gemalten Flügeln. Sofern der Altar ein Gesprenge besaß, ist dieses verloren.
Das Relief zeigt die Stigmatisierung des heiligen Franz von Assisi: links kniet der Heilige, rechts sitzt Bruder Leo, der ihn belauschte, im Hintergrund ist die Berglandschaft von Alverna bzw. La Verna zu sehen. Es fehlt die Gestalt des Engels, zu dem der Heilige emporschaut und von dem er die Wundmale empfängt. Entweder war dieser Seraph Teil des Gesprenges und ging mit ihm verloren oder der seraphische Kruzifixus war in der Mitte des Reliefs angebracht oder es hing ein Kruzifix in der Nähe des Altars und der Heilige blickte zu diesem auf. Die Zuschreibung des Reliefs ist umstritten; die meisten Kunsthistoriker suchen den Künstler im Umfeld Tilman Riemenschneiders oder schreiben es als Frühwerk diesem selbst zu.
Die farbige Fassung des Reliefs und die Malerei der Altarflügel werden dem Frater Martinus Schwarz zugeschrieben, der selbst dem Kloster angehörte. Die Flügel sind verkehrt herum montiert. Die Innenseiten (eigentlich Außenseiten) zeigen in einem durchgehenden Bild, das eigentlich nicht durch das Relief getrennt werden sollte, die Enthauptung der ersten Märtyrer des Franziskanerordens durch den Sultan von Marokko. Sie sind schlechter, aber wenigstens in voller Höhe erhalten. Dagegen ist von den Außenseiten (eigentlich Innenseiten) jeweils nur die untere Hälfte der Darstellungen, aber in besserem Zustand erhalten: die Bestätigung der Ordensregel durch Papst Honorius III. und die Tier- oder Vogelpredigt des heiligen Franziskus.

### Orgel

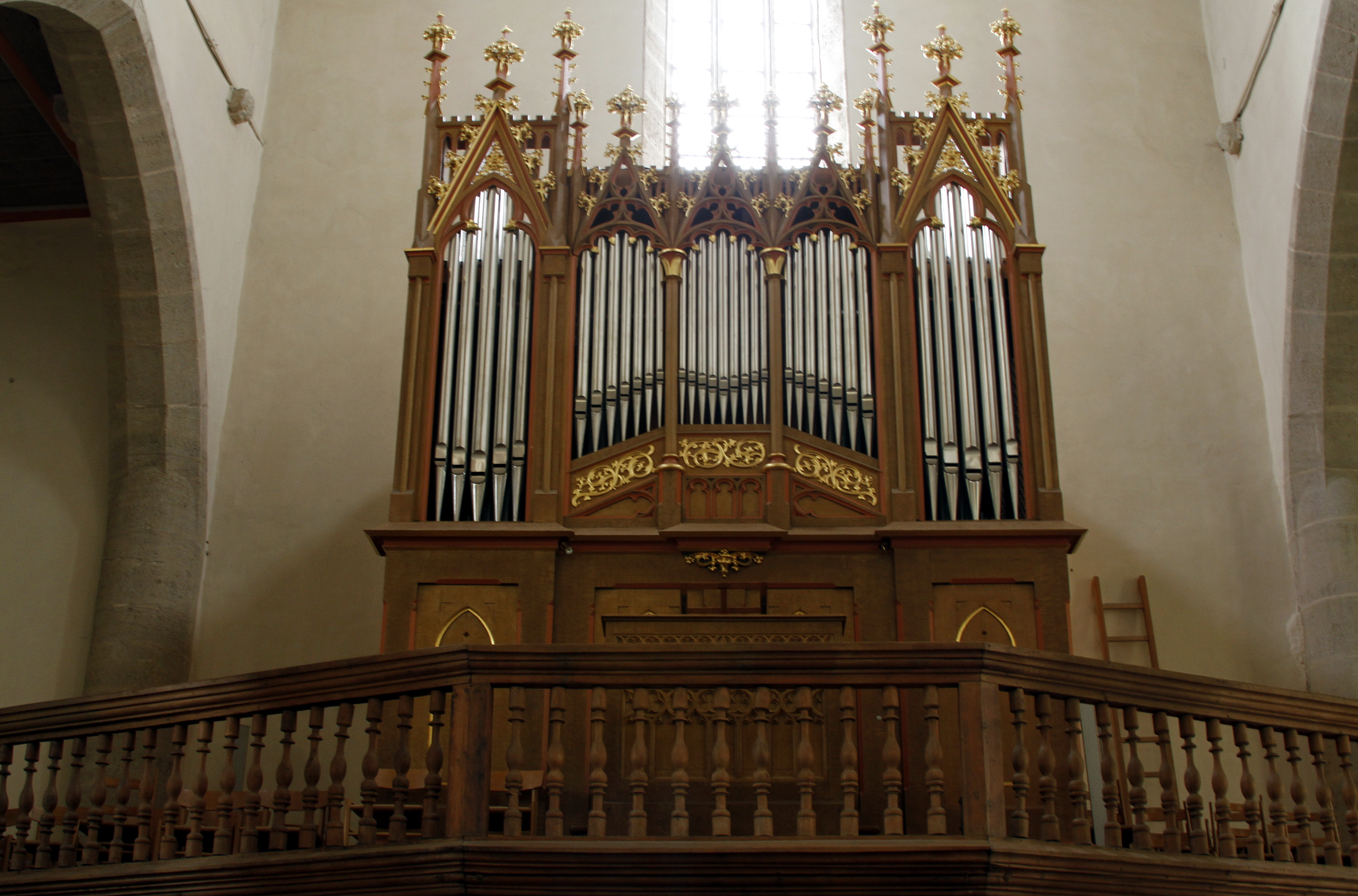
Die Strebel-Orgel

Die Orgel der Franziskanerkirche stammt aus der Werkstatt des Nürnberger Orgelbauers Johannes Strebel. Das 1889 als Opus 12 erbaute Instrument mit 14 Registern auf zwei Manualen und Pedal wurde 1992 durch die Firma Orgelbau Sandtner restauriert. Sie gilt als „eine der bedeutendsten Denkmalorgeln Bayerns“.
| I Hauptwerk C–f3 |            |       |
| 1.               | Prinzipal  | 8´    |
| 2.               | Gamba      | 8´    |
| 3.               | Tibia      | 8´    |
| 4.               | Oktav      | 4´    |
| 5.               | Flöte      | 4´    |
| 6.               | Waldflöte  | 2´    |
| 7.               | Mixtur III | 2 ⁄3´ |

| II Nebenwerk C–f3 |                  |    |
| 08.               | Geigenprinzipal  | 8´ |
| 09.               | Salizional       | 8´ |
| 10.               | Lieblich Gedeckt | 8´ |
| 11.               | Fugara           | 4´ |

| Pedalwerk C–d1 |             |     |
| 12.            | Subbaß      | 16´ |
| 13.            | Violon      | 16´ |
| 14.            | Violoncello | 08´ |

- Koppeln: II/I, I/P
- Sonstige Spielhilfen: Kalkantenzug, Feste Kombinationen (mezzoforte, fortissimo) als Tritte

## Radwegekirche
Die Franziskanerkirche des Klosters ist mit ihrer Lage am Taubertalradweg als Radwegekirche ausgewiesen.

## Galerie

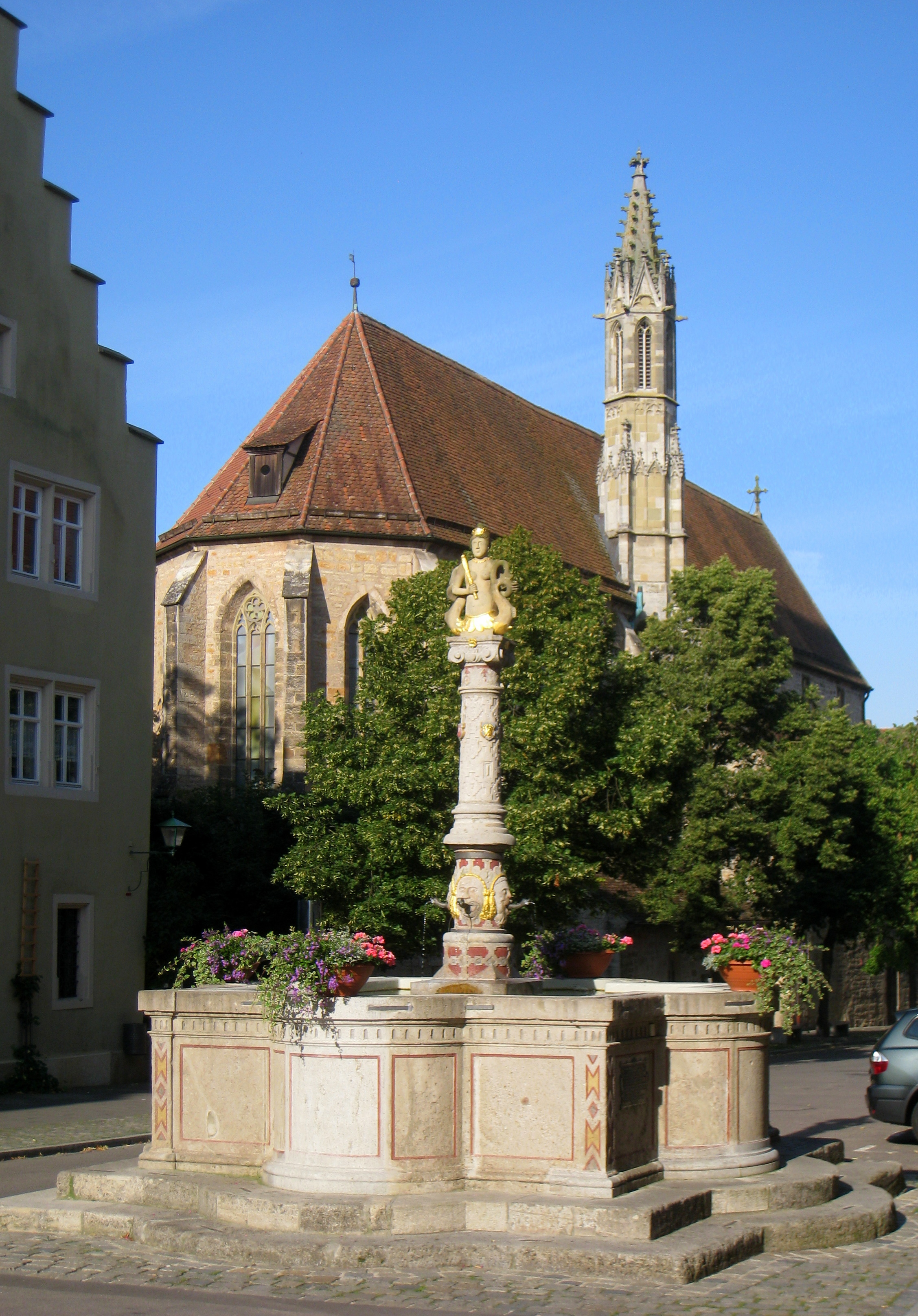
Franziskanerkirche (außen)
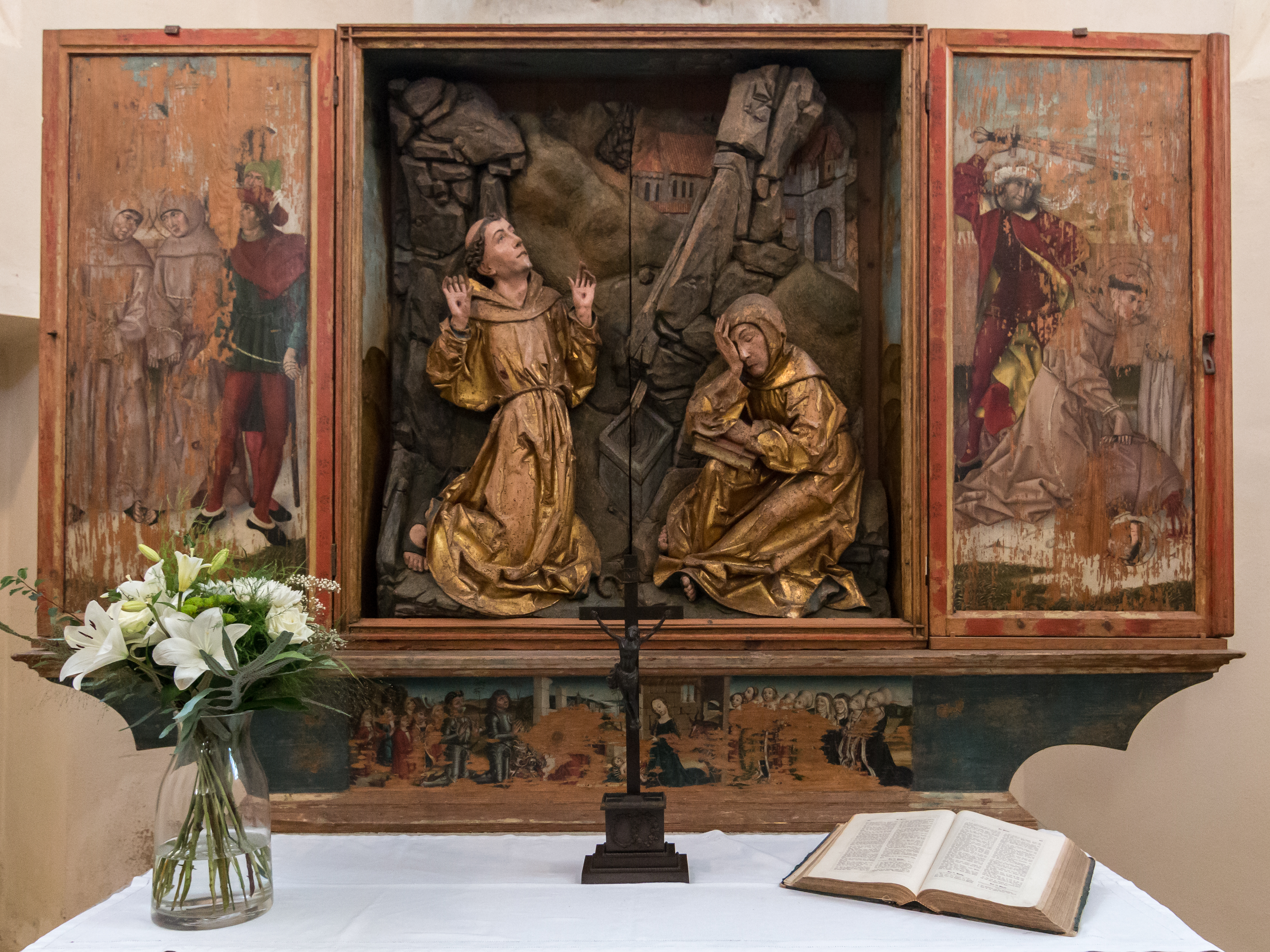
Der Tilman Riemenschneider zugeschriebene Franziskusaltar im Chor der Kirche
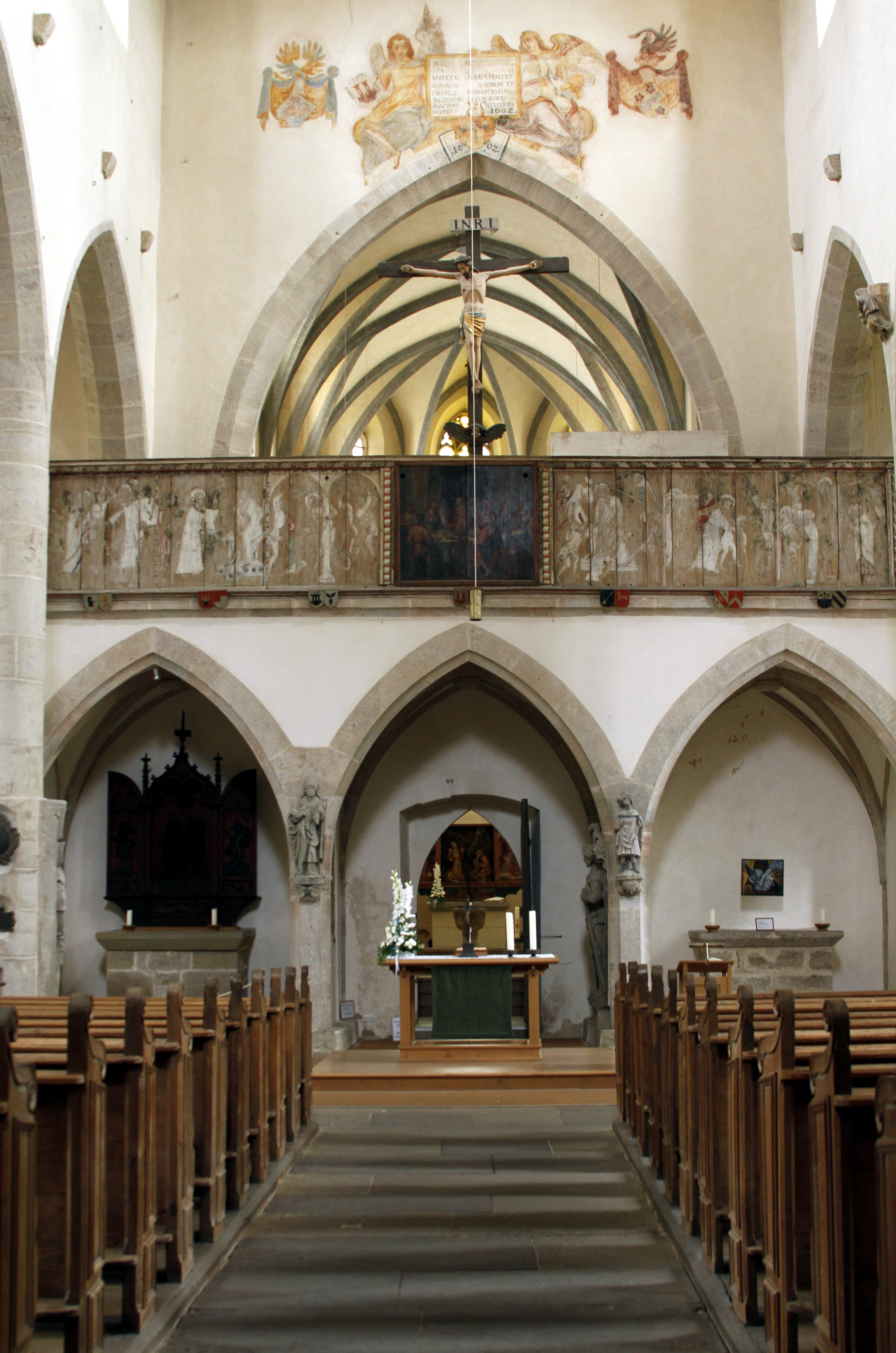
Franziskanerkirche (Lettner)
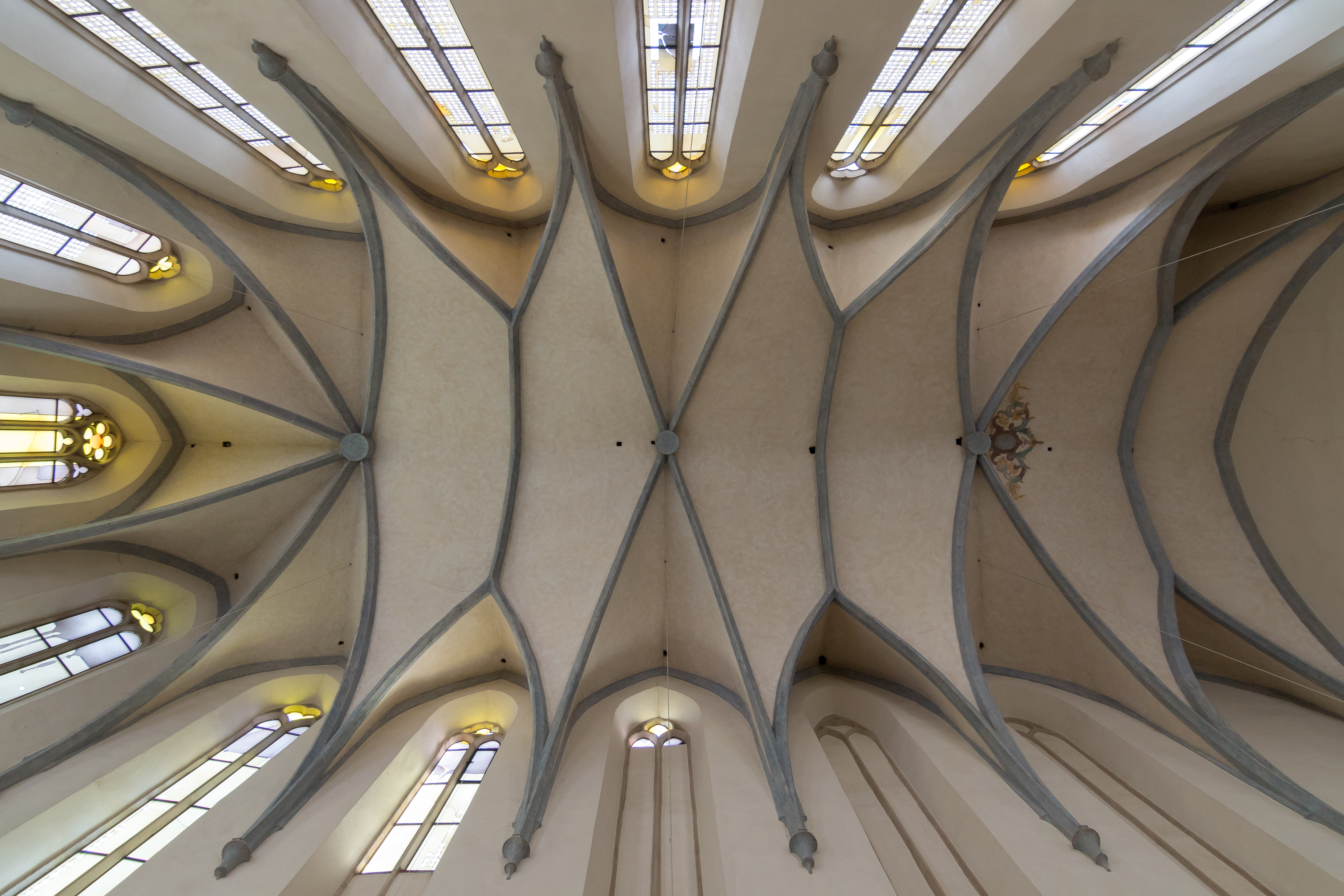
Das Deckengewölbe des Chorraumes
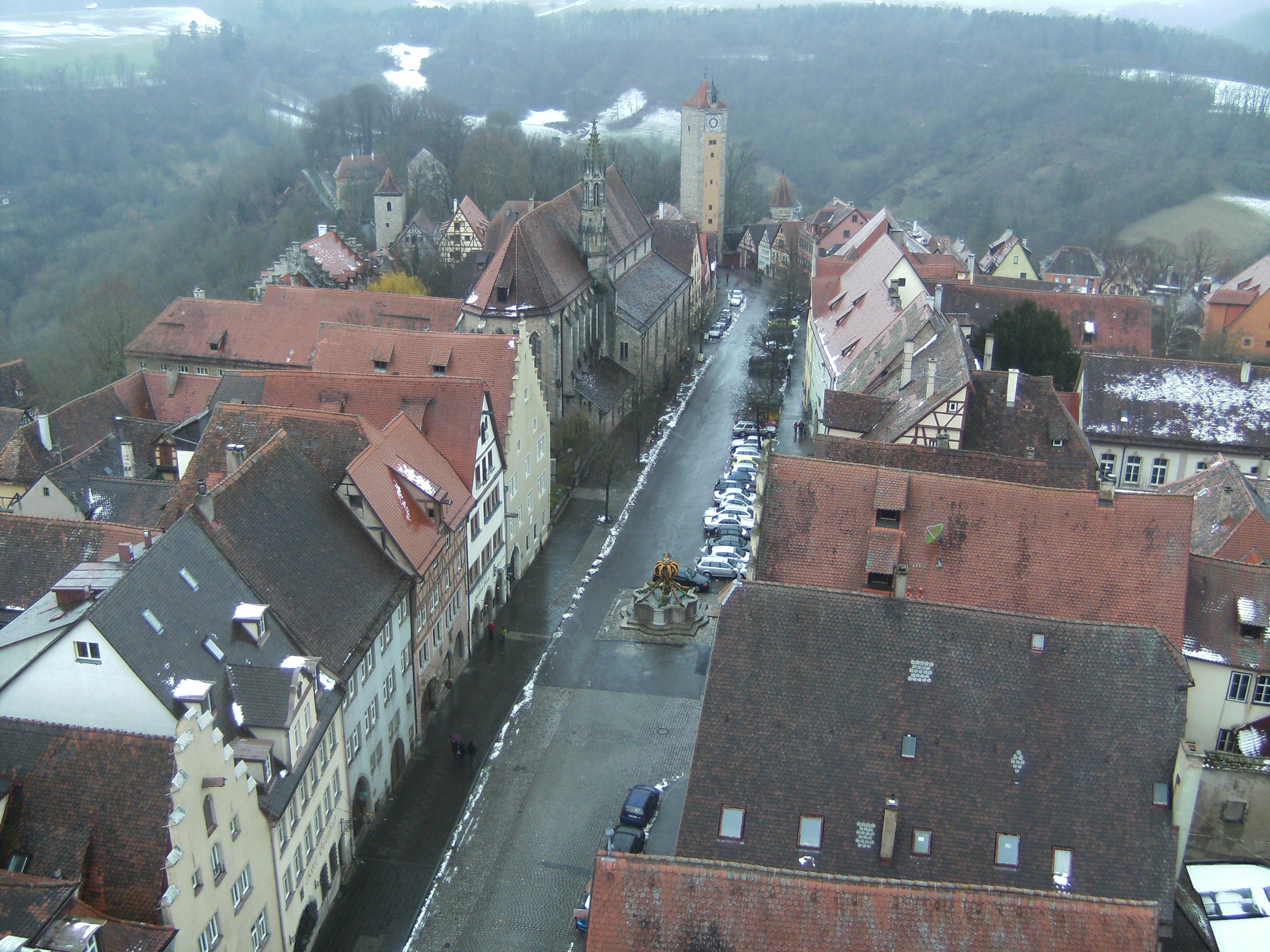
Blick vom Rathaus auf die Franziskanerkirche